# Speeding (singolo)
Speeding è un singolo del gruppo musicale britannico Rudimental, pubblicato il 13 giugno 2011.

## Descrizione
Il brano ha visto la partecipazione della cantante Adiyam ed è stata l'ultima pubblicazione del gruppo con DJ Douglas in formazione. Dal punto di vista musicale invece rappresenta un incrocio tra sonorità dubstep e urban.

## Video musicale
Per il brano è stato realizzato un video musicale, diffuso a partire dal 28 giugno 2011.

## Tracce
12"
- Lato A

1. Speeding (Dodge & Fuski Remix)

- Lato B

1. Speeding (Benton Remix)

Download digitale
1. Speeding – 3:55
2. Speeding (Dodge & Fusky Mix) – 4:48
3. Speeding (Benton Mix) – 5:06
4. Speeding (Bert on Beast Mix) – 5:16